# Gule
Pour les articles homonymes, voir gly.
Le gule (ou anej, hamej) est une langue nilo-saharienne de la branche des langues komanes, parlée dans le Djebel Gule, au Dar Funj, dans l'Est du Soudan du Sud.
En 1977-1978, seuls quelques personnes âgées parlaient encore la langue. Les Gules (en) parlent désormais l'arabe soudanais.

## Classification
L'opo est une langue nilo-saharienne de la branche des langues komanes. Celles-ci sont parfois incluses, avec le gumuz, dans un ensemble dénommé « komuz ».

## Phonologie
Les tableaux présentent les voyelles et les consonnes du gule.

### Voyelles
|         | Antérieure | Centrale | Postérieure |
| ------- | ---------- | -------- | ----------- |
| Fermée  | i [i]      |          | u [u]       |
| Moyenne | e [e]      |          | o [o]       |
| Ouverte |            | a [a]    |             |

### Consonnes
|              |               | Labiales | Alvéolaires | Latérales | Dorsales | Dorsales | Glottales |
| ------------ | ------------- | -------- | ----------- | --------- | -------- | -------- | --------- |
| Palatales    | Vélaires      | Labiales | Alvéolaires | Latérales |          |          | Glottales |
| Occlusives   | Sourde        | p [p]    | t [t]       |           |          | k [k]    | ʾ [ʔ]     |
| Occlusives   | Sonore        | b [b]    | d [d]       |           |          | g [g]    |           |
| Occlusives   | Éject. sourde |          | t’ [t’]     |           |          |          |           |
| Occlusives   | Éject. sonore |          | d’ [d’]     |           |          |          |           |
| Fricative    | Fricative     | f [f]    | s [s]       |           | š [ʃ]    |          |           |
| Affriquée    | Sourde        |          |             |           | c [t͡ʃ]   |          |           |
| Affriquée    | Sonore        |          |             |           | j [d͡ʒ]   |          |           |
| Affriquée    | Éjective      |          |             |           | j’ [d͡ʒ’] |          |           |
| Nasale       | Nasale        | m [m]    | n [n]       |           | ny [ɲ]   | ŋ [ŋ]    |           |
| liquide      | liquide       |          | r [r]       | l [l]     |          |          |           |
| Semi-voyelle | Semi-voyelle  | w [w]    |             |           |          |          |           |

### Unelangue tonale
Le gule est peut-être une langue à tons.

## Sources
- (en) Bender, Lionel, Proto-Koman Phonology and Lexicon, Afrika und Übersee, Band LXVI, p. 259-297, 1983.